# とらのあなの美虎ちゃん
『とらのあなの美虎ちゃん 』（とらのあなのみこちゃん）は、コミックとらのあなの広告漫画である。

## 概要
「日ペンの美子ちゃん」をモチーフに、とらのあなの広告キャラクターのデザインを手がけたむっくが2001年（平成13年）より執筆している。ほぼ正方形のコマを縦3×横3に連ねた9コマ漫画であること、前振り → 広告内容→ オチというおおまかな構成、及び主人公・美虎のきっちり切り揃えられた髪型などは「美子ちゃん」を踏襲している。ただし、「美子ちゃん」とは異なり、核となる広告内容はほぼ毎回変わる。
とらのあなの広告（開店、イベント、コミックマーケット等の出展情報など）をベースに、ストーリーについては「むっく」の裁量により描かれている。現在では、掲載雑誌の数は約30誌にのぼる。また、とらのあなが発行する冊子や広告、同人誌即売会パンフレットの広告にも載ることがある。

## 掲載雑誌
※ 2007年（平成19年）9月現在で掲載されている雑誌は次のとおり。
- 茜新社
  - コミックRIN
- 秋田書店
  - 週刊少年チャンピオン
- イカロス出版
  - MC☆あくしず
- 一迅社
  - コミック百合姫
  - コミック百合姫S
- エンジェル出版
  - ANGEL倶楽部
- エンターブレイン
  - TECH GIAN
- 角川書店
  - ガンダムエース
  - コンプティーク
  - 月刊少年エース
  - ニュータイプ
- コアマガジン
  - コミックメガストア
  - メガストア
- 講談社
  - 月刊アフタヌーン
- サン出版
  - BugBug
- 集英社
  - ウルトラジャンプ
- 小学館
  - 月刊サンデージェネックス
- 少年画報社
  - ヤングキングアワーズ
- 白泉社
  - ヤングアニマル嵐
- 富士見書房
  - 月刊ドラゴンマガジン
- 双葉社
  - コミックハイ!
- 芳文社
  - まんがタイムきらら
- メディアックス
  - パソコンパラダイス
- メディアファクトリー
  - 月刊コミックアライブ
- メディアワークス
  - DENGEKI HIME
  - 電撃G's magazine
  - 月刊コミック電撃大王
  - 電撃萌王
- ワニブックス
  - コミックガム